# 賈混
贾混（?—?），字宫奇，平阳郡襄陵县（治今山西省临汾市东南）人，西晋大臣。司空贾充之弟。
贾混笃厚自守，没有其他的才能。封阳里亭侯。孙吴平定，晋武帝赐贾充帛八千匹，增邑八千户；分封贾充从孙贾畅新城亭侯，贾盖安阳亭侯；贾混、从孙关内侯贾众增户邑。太康年间，担任宗正卿。历任镇军将军，领城门校尉，官至侍中，封永平侯。死于任上，赠中军大将军、仪同三司。
其女嫁為鄧攸妻。